# Club Sportivo Cienciano
Club Sportivo Cienciano is een Peruviaanse voetbalclub uit Cuzco die uitkomt in de eerste divisie. De club werd opgericht in 1901 door studenten van de Colegio Nacional de Ciencias (Nationaal College van de Wetenschappen) in Cuzco en maakte zijn debuut in de hoogste Peruviaanse divisie, de Primera División Peruana, in 1972.
De grootste successen waren het winnen van de CONMEBOL Sudamericana in 2003 en de CONMEBOL Recopa in 2004. In de finale van de CONMEBOL Sudamericana werd het grote River Plate verslagen en het jaar daarop was Cienciano in de CONMEBOL Recopa, de wedstrijd tussen de winnaars van de CONMEBOL Sudamericana en de CONMEBOL Libertadores, ook te sterk voor Boca Juniors. Cienciano was hiermee de eerste Peruviaanse club die een grote internationale prijs won, al wisten ze nog nooit landskampioen te worden.

## Stadion
Cienciano speelt zijn thuiswedstrijden in het Estadio Inca Garcilaso de la Vega in Cuzco. Dit stadion werd in gebruik genomen in 1950 en biedt na recente verbouwingen plaats aan 42.000 toeschouwers. Voor de finale van de CONMEBOL Sudamericana moest de club uitwijken naar het stadion van concurrent FBC Melgar uit Arequipa, vanwege de toen nog beperkte capaciteit van het stadion.

## Erelijst
Nationaal
- Torneo Apertura (1)

2005
- Torneo Clausura (2)

2001, 2006
- Liga 2 (1)

2019
Regionaal
- Liga Departamental del Cusco (29)

1903, 1912, 1913, 1914, 1915, 1924, 1927, 1928, 1929, 1931, 1936, 1944, 1945, 1948, 1952, 1954, 1955, 1956, 1959, 1961, 1962, 1964, 1965, 1966, 1967, 1968, 1972, 1981, 1983
Internationaal
- CONMEBOL Sudamericana (1)

2003
- CONMEBOL Recopa (1)

2004